# 日高拓殖鉄道
日高拓殖鉄道（ひだかたくしょくてつどう）とは、大正年間（1924年）から昭和初頭（1927年）にかけて北海道日高地方に存在した軽便鉄道路線および同線を運営した鉄道事業者である。

## 概要
王子製紙がパルプの原材料を確保するため、三井物産が日高地方の海岸線に敷設した王子製紙専用鉄道（浜線）に接続する形で佐瑠太駅（後の富川駅）から静内駅までの間で軌道を敷設、営業を行った。
軌間は762mmであったが、免許申請の時点で、すでに改正鉄道敷設法別表第133号に規定する予定線の一部とされていたため、用地や建造物は将来の1,067mm軌間への変更に対応しておくよう、免許には条件が付されていた。また、免許は佐瑠太 - 浦河間で下付されていた。沿線は海岸段丘で、崖下または中腹に平地のある地形で用地には困らなかったが、日高山脈から注ぐ河川が多く、架橋は10箇所にのぼり、建設費の高騰を招いた。そのため、一部の橋桁は鉄道省から中古品の払下げによりまかなわれた。
開業3年後の1927年には、浦河までの延長は果たせないまま、苫小牧軽便鉄道とともに国に買収されることとなり、民間の地方鉄道としての幕を閉じた。その後、軌間を1,067mmに改軌し、日高本線を形成するに至る。
私鉄としては、わずか数年の存続期間であったが、当時は電気も通じていなかった沿線の開発を進める契機となった。鉄道の計画当初から、いずれは国有化が見込まれており、一企業による先行投資の意味合いも強い鉄道であったが、沿線には電気すら及んでいない時代であり、地域の発展という観点からすれば存在意義はきわめて高いものであった。

### 年表
- 1922年（大正11年）2月3日 地元有志の堺頼吉他7名に対し、佐瑠太 - 浦河間（51M75C : 約83.6km）の敷設免許が下りる[2]。
- 1923年（大正12年）3月12日 王子製紙の資金協力の下、資本金200万円にて 日高拓殖鉄道株式会社設立。
  - 8月6日 第1期区間（佐瑠太 - 厚賀間）の建設工事着工。
- 1924年（大正13年）9月6日 佐瑠太 - 厚賀間（軌間762mm、13.1M≒21.1km）開業。佐瑠太駅（既設）、門別駅（現在の日高門別駅）、波恵駅（現在の豊郷駅）、慶能舞駅（現在の清畠駅）、厚賀駅が開業[3]。
- 1925年（大正14年）2月10日 門別駅を日高門別駅に改称[4]。
  - 9月15日 第2期区間（厚賀 - 静内間）の建設工事着工。
- 1926年（大正15年）12月7日 厚賀 - 静内間（軌間762mm、10.2M≒16.4km）延伸開業。節婦駅、高江駅（現在の新冠駅）、静内駅が開業[5]。
- 1927年（昭和2年）8月1日 鉄道省が苫小牧軽便鉄道及び日高拓殖鉄道を買収、国有化。苫小牧 - 静内間が日高線となる。
- 1927年（昭和2年）8月15日 鉄道免許失効（静内郡静内村-浦河郡浦河町間 工事施工ノ認可ヲ得サルタメ）[6]

## 輸送・収支実績
| 年度 | 乗客（人） | 貨物量（トン） | 営業収入（円） | 営業費（円） | 益金（円） | その他損金（円） | 政府補助金（円） | 拓殖補助金（円） |
| ---- | ---------- | -------------- | -------------- | ------------ | ---------- | ---------------- | ---------------- | ---------------- |
| 1924 | 12,297     | 4,941          | 12,650         | 11,976       | 674        |                  | 15,566           |                  |
| 1925 | 72,028     | 30,524         | 75,010         | 60,054       | 14,956     | 雑損3            | 34,442           | 12,042           |
| 1926 | 88,189     | 38,504         | 106,664        | 57,563       | 49,101     | 雑損5            | 20,142           | 13,043           |
| 1927 | 94,316     | 29,612         | 96,495         | 65,258       | 31,237     | 雑損33           | 6,993            |                  |

- 鉄道省鉄道統計資料、鉄道統計資料各年度版

## 車両
1927年の国有化時点で、蒸気機関車3両、客車6両、貨車14両が在籍した。これらは、直通運転を行っていた苫小牧軽便鉄道の車両と共通に運用された。これらは国有化後も改軌工事の完成する1931年まで使用され、一部は苫小牧軽便鉄道→鉄道省に運行を委託し、自社車両を保有しなかった沙流軌道に譲渡された。
- 蒸気機関車
  - D形 (1 - 3) - 1923年・1925年橋本鉄工所製の車軸配置0-6-0(C)形テンダー機関車。苫小牧軽便鉄道のB1形の模倣機。国有化後はケ510形。
- 客車
  - ロハ1, ロハ4 - 1924年の開業時と1926年の静内延伸時に各1両の計2両が苫小牧軽便鉄道工場で製造された、ボギー式二三等合造客車（手ブレーキ付）。各室の境に便所が設置されている。国有化後はケホ（ケフホロハ）210形、1928年の改番ではケホロハ210形となった。
  - ハ2, ハ3 - 1924年の開業時に2両が製造されたボギー式三等客車（手ブレーキ付）。客室端部にトイレが設置されている。国有化後は、ケホ（ケフホハ）450形、1928年の改番ではケホハ450形となった。
  - ハ5, ハ6 - 1926年に苫小牧軽便鉄道工場で2両が製造されたボギー式三等客車（手ブレーキ付）。各部の寸法は、ハ2、ハ3と同様であるがトイレの設備はない。国有化後はケホ（ケフホハ）440形、1928年の改番ではケホハ440形となり、苫小牧軽便鉄道引き継ぎ車の続番とされた。廃車後、ケホハ442は沙流軌道に譲渡された。
  - ユカ1, ユカ2 - 1924年の開業時に苫小牧軽便鉄道工場で2両が製造されたボギー式郵便緩急（荷物）客車。国有化後は、ケホユニ870形(871, 872)。
- 貨車
  - ワム1, ワム2 - 1924年に苫小牧軽便鉄道工場で2両が製造された7t積のボギー式有蓋貨車。国有化後はケホワ1240形、1928年の改番ではケワ100形とされた。
  - ワフ1, ワフ2 - 1926年に苫小牧軽便鉄道工場で2両が製造された6t積のボギー式有蓋緩急車（車掌室付）。国有化後はケホワフ1160形、1928年の改番では、ケワフ1形となり千葉県営鉄道の買収車の続番とされた。
  - ト1 - ト10 - 1926年に苫小牧軽便鉄道工場で10両が製造された6t積のボギー式材木車。私鉄時代に1両（ト10）が無蓋車に改造されている。国有化後はケホチ30形、1928年の改番ではケチ1形とされ、苫小牧軽便鉄道の買収車の続番とされた。
  - ト10 - 自社線内の石炭輸送のため、ト10を1927年の認可であおり戸を取り付けて無蓋車に改造したものである。買収後はケホト570形、1928年の改番ではケト100形とされた。